# نساء باريسيات بالزي الجزائري
نساء باريسيات بالزي الجزائري هي لوحة زيتية رسمها أوجست رينوار في عام 1872، اللوحة حالياً ضمن مقتنيات المتحف الوطني للفن الغربي في اليابان.